# Liam Millar
Liam Alan Millar (Toronto, 27 september 1999) is een Canadese professionele voetballer die als vleugelspeler speelt voor de Zwitserse Super League-club FC Basel en het nationale team van Canada.
Als jeugdspeler verruilde Liam Millar al op 13-jarige leeftijd Canada voor Engeland, waar hij speelde in de jeugdacademies van Fulham en Liverpool.

## Clubcarrière
Millar werd geboren in Toronto en groeide op in Brampton en Oakville. Hij begon op zijn vierde met voetballen bij Brampton YSC en speelde daarna in Canada nog bij de jeugdelftallen van North Mississauga SC en Burlington YSC.
Op 13-jarige leeftijd verhuisde Millar naar Londen, waar hij werd opgenomen in de Fulham Academy. Millar was geen onbekende naam in het Engelse voetbal, omdat zijn vader Alan als jongeling kort actief was bij Charlton Athletic.

### Liverpool FC
In juli 2016 maakte Millar de overstap van Fulhams jeugdacademie naar die van Liverpool. Millar scoorde bij zijn debuut in het O18-elftal van Liverpool al na vier minuten, en maakte vervolgens bij zijn debuut in de O18 Premier League met een hattrick in een 4-0 overwinning tegen de O18 van Blackburn Rovers. Een maand na zijn overstap naar Liverpool tekende hij al een professioneel contract op zijn 17e verjaardag. Nadat hij enkele maanden aan de kant stond met blessureleed, sloot Millar het seizoen af met zes doelpunten in 17 optredens voor Liverpool O18. In het seizoen 2017-18 speelde hij in elke wedstrijd van de UEFA Youth League, waarbij hij twee keer scoorde in acht wedstrijden. Na anderhalf jaar in de O18 (onder leiding van Liverpool-legende Steven Gerrard) kreeg Millar begin 2018 zijn eerste oproep voor de O23-ploeg.
Hij maakte zijn officiële debuut voor het eerste elftal van Liverpool op 4 februari 2020, in de vierde ronde van de FA Cup tegen Shrewsbury Town. Millar begon in de basis en werd in de 82e minuut vervangen door Joe Hardy. Door zijn prestaties bij de jeugdelftallen en zijn talent waren er meerdere transferaanbiedingen voor Millar, die Liverpool allemaal afsloeg. In plaats daarvan mocht Millar op huurbasis ervaring opdoen bij andere ploegen.

#### Huurperiode bij Kilmarnock
Nadat hij op 31 januari 2019 een meerjarig contract met Liverpool had getekend, werd hij door de club uitgeleend aan de Schotse Premiership-ploeg Kilmarnock tot het einde van het seizoen 2018-19. Hij debuteerde op 1 februari tijdens een 2-1 verlies tegen Heart of Midlothian, en scoorde zijn eerste doelpunt op 11 maart tegen St. Mirren.
In totaal kwam Millar anderhalf seizoen uit voor Kilmarnock, nadat hij in augustus 2019 opnieuw werd uitgeleend door Liverpool. In januari 2020 haalde zijn werkgever hem na een half seizoen in Schotland terug naar Liverpool.

#### Huurperiode bij Charlton Athletic
Op 5 januari 2021 maakte Liverpool bekend dat Millar tot het einde van het seizoen verhuurd zou worden aan Charlton Athletic. Hiermee trad hij in de voetsporen van zijn vader, die ook in de jeugdelftallen van de club gespeeld had.
Hij scoorde op 26 januari zijn eerste (en het winnende) doelpunt voor Charlton in een 1-0 competitieoverwinning op MK Dons. Gedurende de verhuurperiode speelde hij 27 wedstrijden voor de club waarin hij twee doelpunten scoorde.

### FC Basel
Nadat Millar in competitieverband nooit zijn debuut mocht maken voor Liverpool, werd op 8 juli 2021 bekend dat de Zwitserse club FC Basel hem zou overnemen voor een bedrag van 1,3 miljoen pond. Millar tekende een contract tot 2025, en hij maakte zijn officiële debuut voor de club op 25 juli in een 2-0 overwinning tegen Grasshoppers. Millar scoorde zijn eerste doelpunt voor Basel op 19 september in een Zwitserse bekerwedstrijd tegen FC Rorschach-Goldach.

## Interlandcarrière

### Jeugd
Millar werd voor het eerst opgeroepen voor het nationale team toen hij 14 jaar oud was en deel uit mocht maken van de selectie voor het Montaigu jeugdtoernooi in Frankrijk.
Nadat hij in 2016 werd uitgenodigd voor een O20-trainingskamp in Costa Rica, maakte hij in februari 2017 zijn debuut in het CONCACAF-kampioenschap voor spelers onder 20 jaar. Hij speelde drie wedstrijden voor de O20 op dit toernooit, waar Canada als derde eindigde in Groep A en niet doorging naar de eindfase. In mei 2018 werd Millar toegevoegd aan Canada's O21-selectie voor het Toulon jeugdtoernooi en in 2020 maakte hij deel uit van de Canadese O23-selectie voor het Olympische kwalificatietoernooi.

### Senioren
Nadat hij in meerdere jeugdelftallen had gespeeld voor Canada, werd Millar in maart 2018 opgenomen in John Herdmans selectie voor het trainingskamp van de nationale ploeg. Hij maakte tijdens dat trainingskamp zijn debuut voor Canada tijdens een vriendschappelijk duel tegen Nieuw-Zeeland. In mei 2019 werd Millar ook opgenomen in de 23-koppige selectie voor de CONCACAF Gold Cup 2019, waar hij twee wedstrijden speelde in het toernooi.
In november 2022 werd bekend dat Millar was opgeroepen voor Canada's selectie voor het WK 2022 Hij maakte één optreden op het toernooi, in Canada's openingswedstrijd tegen België.
In juni 2023 werd Millar toegevoegd aan de 23-koppige selectie voor de CONCACAF Gold Cup van 2023.

## Statistieken

### Club
Tot en met 7 april 2023
| Club                     | Seizoen        | Competitie             | Competitie | Competitie | Nationale beker | Nationale beker | League Cup | League Cup | Internationaal | Internationaal | Andere  | Andere | Totaal  | Totaal |
| Club                     | Seizoen        | Divisie                | Wedstr.    | Goals      | Wedstr.         | Goals           | Wedstr.    | Goals      | Wedstr.        | Goals          | Wedstr. | Goals  | Wedstr. | Goals  |
| ------------------------ | -------------- | ---------------------- | ---------- | ---------- | --------------- | --------------- | ---------- | ---------- | -------------- | -------------- | ------- | ------ | ------- | ------ |
| Liverpool                | 2018–19        | Premier League         | 0          | 0          | 0               | 0               | 0          | 0          | 0              | 0              | 0       | 0      | 0       | 0      |
| Liverpool                | 2019–20        | Premier League         | 0          | 0          | 1               | 0               | 0          | 0          | 0              | 0              | 0       | 0      | 1       | 0      |
| Liverpool                | 2020–21        | Premier League         | 0          | 0          | 0               | 0               | 0          | 0          | 0              | 0              | 0       | 0      | 0       | 0      |
| Liverpool                | Totaal         | Totaal                 | 0          | 0          | 1               | 0               | 0          | 0          | 0              | 0              | 0       | 0      | 1       | 0      |
| Kilmarnock (huur)        | 2018–19        | Schotse Premiership    | 13         | 1          | 1               | 0               | 0          | 0          | —              | —              | 0       | 0      | 14      | 1      |
| Kilmarnock (huur)        | 2019–20        | Schotse Premiership    | 20         | 1          | 0               | 0               | 2          | 0          | —              | —              | 0       | 0      | 22      | 1      |
| Kilmarnock (huur)        | Totaal         | Totaal                 | 33         | 2          | 1               | 0               | 2          | 0          | 0              | 0              | 0       | 0      | 36      | 2      |
| Charlton Athletic (huur) | 2020–21        | League One             | 27         | 2          | 0               | 0               | 0          | 0          | —              | —              | 0       | 0      | 27      | 2      |
| Liverpool O21            | 2020–21        | —                      | —          | —          | —               | —               | —          | —          | —              | —              | 3       | 2      | 3       | 2      |
| FC Basel                 | 2021–22        | Zwitserse Super League | 31         | 7          | 2               | 1               | —          | —          | 12             | 2              | 0       | 0      | 45      | 10     |
| FC Basel                 | 2022–23        | Zwitserse Super League | 20         | 0          | 4               | 0               | 0          | 0          | 13             | 1              | 0       | 0      | 36      | 1      |
| FC Basel                 | Totaal         | Totaal                 | 51         | 7          | 6               | 1               | 0          | 0          | 25             | 3              | 0       | 0      | 78      | 11     |
| Carrièretotaal           | Carrièretotaal | Carrièretotaal         | 109        | 11         | 8               | 1               | 2          | 0          | 25             | 3              | 3       | 2      | 147     |        |

### International
Tot en met 23 november 2022
| Nationale team | Jaar   | Wedstr. | Goals |
| -------------- | ------ | ------- | ----- |
| Canada         | 2018   | 4       | 0     |
| Canada         | 2019   | 4       | 0     |
| Canada         | 2021   | 6       | 0     |
| Canada         | 2022   | 3       | 0     |
| Totaal         | Totaal | 17      | 0     |